# Eva Le Peutrec
Eva Le Peutrec (rozená Hendrychová) (* 24. dubna 1980 Hořice) je česká architektka, která působí v Číně.

## Život
Narodila se v Hořicích, ale mládí prožila v Nové Pace. Má staršího bratra Jana (* 1978). Vystudovala sedmileté novopacké gymnázium (je spolužačkou Daniela Polmana a Mgr. Lukáše Rambouska). Od zhlédnutí filmu Skleněné peklo chtěla být architektkou. Sen se jí splnil, vystudovala Fakultu umění a architektury Technické univerzity v Liberci. V roce 2002 odjela na dvouletou stáž do San Franciska, kde pracovala v architektonické kanceláři Cee Architects v rámci povinné roční školní praxe. Poté si praxi prodloužila o další rok. K samotnému studiu vysoké školy předcházel několikaměsíční pobyt v Londýně, kde studovala angličtinu. V posledním semestru se rozhodla odjet do Asie, kde si poté přes Google našla práci v Šanghaji.
V roce 2009 v Číně naprojektovala první mrakodrap. Do roku 2015 projektovala 24 mrakodrapů – Tiandu Tower, Hangzhou Agricultural Trading Center, Shenzhen Nanshan, Shishan Plaza. V současnosti má vlastní studio a na návrzích projektů spolupracuje s kanadskou architektonickou kanceláří Allied Architects International se sídlem v čínské Šanghaji.
Žije se svým francouzským manželem, synem (* 2013) a dcerou (* 2017) na Nové Kaledonii.

## Projekty
- Byla hlavním návrhářem 210 metrů vysokého mrakodrapu.
- Vyhrála mezinárodní soutěž na tři 140 metrů vysoké mrakodrapy a porazila projektanta Adriana Smitha.
- Byla hlavním návrhářem kancelářské budovy.
- Byla hlavním návrhářem na projektu 348 metrů vysokého mrakodrapu.[2]
- Byla hlavním návrhářem na výherním návrhu pro CBD v Chang-čou.
- Byla hlavním návrhářem na výherním návrhu pro vlakovou stanici.
- Byla hlavním návrhářem pětihvězdičkového hotelu.